# 塞巴
塞巴是德国巴登-符腾堡州的一个市镇。总面积19.05平方公里，总人口1430人，其中男性733人，女性697人（2011年12月31日），人口密度75人/平方公里。